# Charaxes elgonae
Charaxes elgonae är en fjärilsart som beskrevs av Van Someren 1964. Charaxes elgonae ingår i släktet Charaxes och familjen praktfjärilar. Inga underarter finns listade i Catalogue of Life.